# John Meyendorff
John Meyendorff (ur. 17 lutego 1926, zm. 22 lipca 1992 w Montrealu) – ksiądz prawosławny, teolog i wykładowca; działał na rzecz ruchu ekumenicznego Cerkwi prawosławnej z Kościołem katolickim. 
Jest autorem książek teologicznych, m.in. obszernej monografii teologii bizantyńskiej oraz pracy na temat sakramentu małżeństwa w ujęciu prawosławnym.

## Wybrane prace
- L'église orthodoxe : hier et aujourd'hui, Paris 1960.
- L'orient chrétien et l'essor de la papauté. L'Église de 1071 à 1453, Paris 2001.
- Orthodoxie et catholicité, Paris 1965.

## Publikacje w języku polskim
- Teologia bizantyjska. Historia i doktryna, przeł. Jerzy Prokopiuk, Warszawa 1984 (wyd. 2 Kraków: Wydawnictwo Uniwersytetu Jagiellońskiego 2007).
- Duchowość chrześcijańska, t. 1: Początki do XII wieku, red. Bernard McGinn, John Meyendorff, Jean Leclercq, przeł. Piotr Blumczyński, Sławomir Patlewicz, Kraków 2009.
- Duchowość chrześcijańska, t. 2: Późne średniowiecze i reformacja, red. Jill Raitt, współpraca Bernard McGinn i John Meyendorff, przeł. Piotr Blumczyński, Kraków: Wydawnictwo Uniwersytetu Jagiellońskiego 2011.
- Małżeństwo w prawosławiu. Liturgia, teologia, życie, przeł. Krzysztof Leśniewski, Lublin 1995.
- Święty Grzegorz Palamas i duchowość prawosławna, przeł. Krzysztof Leśniewski, Lublin: Prawosławna Diecezja Lubelsko-Chełmska 2005.